# سنبله‌ای ارغوانی
سنبله‌ای ارغوانی، سنبله‌ای بادکنکی، اولیله (نام علمی: Stachys inflata) نام یک گونه از سرده سنبله‌ای است.